# Нове Козлово
Нове Козлово (пол. Nowe Kozłowo) — село в Польщі, у гміні Сомянка Вишковського повіту Мазовецького воєводства.
Населення — 147 осіб (2011).
У 1975-1998 роках село належало до Остроленцького воєводства.

## Демографія
Демографічна структура станом на 31 березня 2011 року:
|          | Загалом | Допрацездатний вік | Працездатний вік | Постпрацездатний вік |
| -------- | ------- | ------------------ | ---------------- | -------------------- |
| Чоловіки | 75      | 17                 | 54               | 4                    |
| Жінки    | 72      | 19                 | 40               | 13                   |
| Разом    | 147     | 36                 | 94               | 17                   |